# Масланд, Ари
Ари Масланд (нидерл. Arie Maasland; 26 мая 1908, Роттердам, Южная Голландия — 22 ноября 1980, Бюссюм, Северная Голландия) — нидерландский аккордеонист, композитор. Многие из его сочинений были опубликованы под псевдонимом Маландо.

## Биография
Будучи студентом, сформировал оркестр. Позже был руководителем ансамбля «The Jumping Jacks», секстета, в котором играл с 1933 по 1939 год как аккордеонист. Также написал композиции и аранжировки для этого секстета и заметил, что публику привлекает танго.
В 1939 году создал свой собственный танго-оркестр. Его триумф пришелся на период с 1947 по 1960 год, во время которого прошли многочисленные гастроли по Европе, Голландской Ост-Индии, а с 1960 года также в Японии.
Стал автором многочисленных произведений. Всего его творчеству принадлежит около 150 композиций, наиболее известные из которых — танго Olé guapa («Привет, красавица»), сочинённого в 1937 году, и танго Guapita («Красотка»), сочинённого в 1940 году.

## Семья
Отец — Йорис Масланд, был родом из Хиллегерсберга, мать — Корнелия де Граф, родилась в Дордрехте.
C 31 октября 1934 года был женат на Йоханне Корнелии ван дер Стар, которая родила ему дочь Лию.
Его внук Даниэль Овервег позже возьмёт имя Дэнни Маландо.

## Признание
Награждался несколько премиями, в 1959 году в Павии Оскаром Мондиале как лучший аккордеонист, в 1964 году — премией Эдисона, а два года спустя — Золотой арфой от фонда Conamus. В 1973 году получил королевскую премию.